# Loeki, Rieki en Wieki
Loeki, Rieki en Wieki zijn drie jonge huisvrouwen uit de reclames van Biotex Groen. Loeki, Rieki en Wieki kregen hun eigen singletjes, boek en poppen.

## Singles
Loeki, Rieki en Wieki verschenen eerst in de serie Avonturen van het Pakje Bio-Tex in de jaren zestig; pas in de jaren zeventig kregen zij een eigen verhalenreeks Loeki, Riekie & Wieki. De verhalen hebben de typische vorm van hoorspelen, hoewel ze allemaal op werden uitgebracht 7-inch monoplaten, draaide de eerste 3 plaatjes op 45 toeren, de latere edities waren op 33 toeren (Extended play).
- De avonturen van Loeki, Rieki & Wieki, alle drie uitgebracht in 1968:
  1. Plaatje 1: Kant A: Loeki, Rieki & Wieki En Het Pakje Dat Van Het Balkon Klom (3:57)
  2. Plaatje 1: Kant B: Loeki, Rieki & Wieki En Het Zwemmende Pakje (4:01)
  3. Plaatje 2: Kant A: Loeki, Rieki & Wieki En Het Vakantie Pakje (4:59)
  4. Plaatje 2: Kant B: Loeki, Rieki & Wieki En Het Pakje Dat Kon Huilen (3:59)
  5. Plaatje 3: Kant A: Loeki, Rieki & Wieki En Het Pakje Zonder Zandbak (4:26)
  6. Plaatje 3: Kant B: Loeki, Rieki & Wieki En Het Pakje In De Bus (5:19)

- Loeki, Riekie & Wieki:
  1. Loeki, Rieki & Wieki En de Wonderviool (1970): Ansje doet mee aan een vioolconcours met "Slaap zacht mijn prinsje" van Mozart. Poes Poelepetoet maakt per ongeluk de viool kapot, maar gelukkig kan Loeki zingen als een viool en kruipt in het instrument. (totale tijdsduur kant A+ B: 19:00)
  2. Loeki, Rieki & Wieki En de Kwanselman (1971): De Kwanselman is jaloers op Noem Petiboem en knipt de levenstouwtjes van al zijn marionetten door. Gelukkig kent Petiboem de driedimensionale-dubbeldoorgehaalde-linksgekringelde-kettingknoop en brengt hiermee de marionetten weer tot leven. (totale tijdsduur kant A+ B: 17:13)
  3. Loeki, Rieki & Wieki En de Doedelsol (1972): Loeki, Rieki & Wieki vinden de verdwaalde muzieknoot "Sol" en brengen het weer terug naar de Doedelzak speler. (totale tijdsduur kant A+ B: 16:27)

## Boek
- De Biotexpoppen op zoek naar een diamant